# Theophylakt von Kiew
Theophylakt war vor 1008 Metropolit (Oberbischof) von Kiew.

## Leben
Über seine Person und sein Wirken gibt es keine Informationen.
Er kam aus Sebaste.
Sein Nachfolger war Johannes I. Dieser wurde 1008 erstmals erwähnt.